# Obadiah Noel
Obadiah Arthur Noel (Frederick, Maryland; 28 de junio de 1999) es un baloncestista estadounidense que pertenece a la plantilla de los Indiana Mad Ants de la G League. Con 1,93 metros de estatura, juega en la posición de escolta.

## Trayectoria deportiva

### Universidad
Jugó cuatro temporadas con los River Hawks de la Universidad de Massachusetts Lowell en las que promedió 14,6 puntos, 3,9 rebotes, 2,2 asistencias y 1,2 robos de balón por partido. En su primera temporada fue incluido en el mejor quinteto rookie de la America East Conference, mientras que en las dos últimas lo fue en el mejor quinteto absoluto de la conferencia. Después de la cuarta temporada, se declaró elegibla para el Draft de la NBA de 2021, renunciando a la temporada adicional de elegibilidad otorgada por la NCAA debido a la pandemia de COVID-19.

#### Estadísticas en la NCAA
| Año     | Equipo       | PJ  | PT | MPP  | %TC  | %3P  | %TL  | RPP | APP | ROB | TPP | PPP  |
| ------- | ------------ | --- | -- | ---- | ---- | ---- | ---- | --- | --- | --- | --- | ---- |
| 2017–18 | UMass Lowell | 30  | 0  | 18.4 | .400 | .375 | .681 | 2.5 | 1.1 | .6  | .4  | 6.5  |
| 2018–19 | UMass Lowell | 31  | 30 | 28.8 | .518 | .321 | .727 | 3.5 | 2.0 | 1.3 | .4  | 14.6 |
| 2019–20 | UMass Lowell | 32  | 32 | 35.1 | .486 | .400 | .674 | 5.2 | 2.7 | 1.7 | .4  | 18.2 |
| 2020–21 | UMass Lowell | 18  | 18 | 34.1 | .486 | .326 | .753 | 4.8 | 3.3 | 1.2 | .2  | 21.4 |
| Total   | Total        | 111 | 80 | 28.7 | .484 | .358 | .708 | 3.9 | 2.2 | 1.2 | .3  | 14.6 |

### Profesional
Tras no ser elegido en el Draft de la NBA de 2021, se unió a los Raptors 905 en noviembre de 2021 después de realizar una prueba exitosa. El 6 de enero de 2022 anotó 28 puntos, el máximo de su carrera, en la victoria por 103-94 contra los Fort Wayne Mad Ants. El 12 de diciembre de 2022 fue despedido. Promedió 6,2 puntos y 1,8 rebotes por partido.
El 14 de diciembre de 2022 firmó un contrato para unirse a los Westchester Knicks. Acabó la temporada promediando 10,6 puntos y 2,9 rebotes por partido.
El 3 de agosto de 2023 fichó por los New York Knicks. Sin embargo fue despedido el 6 de septiembre. El 9 de noviembre fue incluido nuevamente en la planfilla final de los Westchester Knicks.
En mayo de 2024 disputó la temporada de la BAL como parte del APR de Ruanda.
El 18 de noviembre de 2024 fue adquirido por los Indiana Mad Ants de la G League.